# Russische Badmintonföderationsmeisterschaft 2021
Die Russische Badmintonföderationsmeisterschaft 2021 wurde vom 14. bis zum 16. September 2021 in Saratow ausgetragen. Sieger wurde das Team aus der Oblast Moskau.

## Endstand
- 1. Oblast Moskau
- 2. Tatarstan
- 3. Baschkortostan
- 3. Oblast Nischni Nowgorod
- 5. Moskau
- 6. Region Primorje
- 7. Oblast Saratow
- 8. Oblast Tscheljabinsk
- 9. Oblast Kaluga
- 10. Region Stawropol
- 11. Oblast Samara